# Gatkrassing
Gatkrassing (Lepidium ruderale.) ibland kallad gatkrasse, är en växt i familjen korsblommiga växter.

## Beskrivning
Blomman har en genomträngande lukt, som av somliga anses obehaglig. Det går igen i det danska namnet Stinkende Karse. och norska stinkkarse
Förväxlingsarter är Bankrassing (Lepidium  densiflorum) och rundkrassing [Lepidium neglectum).

## Habitat
Allmän i större delen av Europa söder om ca latitud 60°C. I Danmark nästan utgången. Finns i Nordamerika, men är inte ursprunglig där.

### Utbredningskartor
- Norden
- Norra halvklotet

## Etymologi
- Lepidium härleds från grekiska λεπιδιον, lepidion, som är en diminutivform av λεπις, lepis = skal, fjäll; menas alltså här släkte där skalen är små.
- Artepitetet ruderale betyder växer på ruderatmark, och är bildat på latin rudera = ruin.

## Bygdemål
| Namn        | Trakt | Not   |
| ----------- | ----- | ----- |
| Back-krasse | Närke | [ 1 ] |

I äldre litteratur kan man även finna stavningen Bakk-krasse.

## Galleri

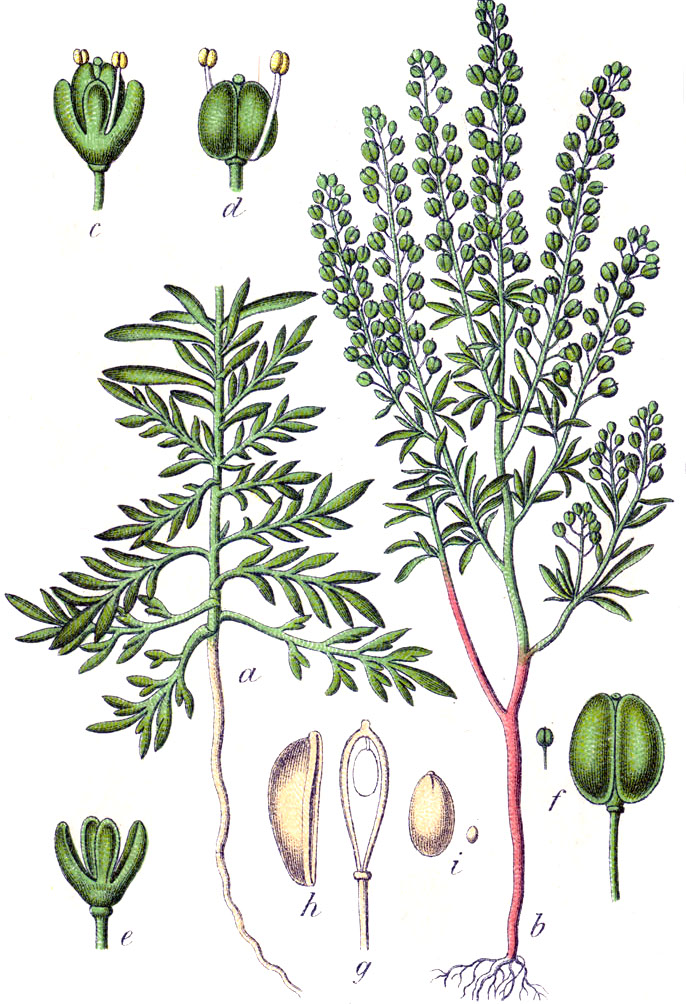
Johann Georg Sturm: Deutschlands Flora in Abbildungen Gravör:  Jacob Sturm